# Pipunculus calceatus
Pipunculus calceatus är en tvåvingeart som beskrevs av Roser 1840. Pipunculus calceatus ingår i släktet Pipunculus och familjen ögonflugor. Arten är reproducerande i Sverige. Inga underarter finns listade i Catalogue of Life.